# Kanton Amiens-3
Kanton Amiens-3 (fr. Canton d'Amiens-3) je francouzský kanton v departementu Somme v regionu Hauts-de-France. Tvoří ho sedm obcí a část města Amiens. Zřízen byl v roce 2015.

## Obce kantonu
- Amiens (část)
- Aubigny
- Bussy-lès-Daours
- Camon
- Daours
- Lamotte-Brebière
- Rivery
- Vecquemont